# Championnat du Japon de Formule 3000 1994
Le championnat du Japon de F3000 1994 a été remporté par le pilote italien Marco Apicella, sur une Dome-Mugen de l'écurie Dome.

## Règlement sportif
- L'attribution des points s'effectue selon le barème 9,6,4,3,2,1.
- Seuls les sept meilleurs résultats sont retenus.

## Courses de la saison 1994
| Date        | Lieu   | Vainqueur            | Nationalité | Voiture       | Écurie      |
| 20 mars     | Suzuka | Ross Cheever         | États-Unis  | Reynard-Mugen | Team LeMans |
| 10 avril    | Fuji   | Andrew Gilbert-Scott | Royaume-Uni | Lola-Mugen    | Stellar     |
| 8 mai       | Mine   | Marco Apicella       | Italie      | Dome-Mugen    | Dome        |
| 22 mai      | Suzuka | Marco Apicella       | Italie      | Dome-Mugen    | Dome        |
| 31 juillet  | Sugo   | Takuya Kurosawa      | Japon       | Lola-Mugen    | Team Cerumo |
| 3 septembre | Fuji   | Andrew Gilbert-Scott | Royaume-Uni | Lola-Mugen    | Stellar     |
| 2 octobre   | Suzuka | Ross Cheever         | États-Unis  | Reynard-Mugen | Team LeMans |
| 16 octobre  | Fuji   | Marco Apicella       | Italie      | Dome-Mugen    | Dome        |
| 14 novembre | Fuji   | Andrew Gilbert-Scott | Royaume-Uni | Lola-Mugen    | Stellar     |
| 27 novembre | Suzuka | Naoki Hattori        | Japon       | Reynard-Mugen | Team LeMans |

## Classement des pilotes
| Classement | Pilote                  | Pays        | Voiture       | Écurie            | Nombre de points |
| ---------- | ----------------------- | ----------- | ------------- | ----------------- | ---------------- |
| 1er        | Marco Apicella          | Italie      | Dome-Mugen    | Dome              | 48 (52)          |
| 2e         | Andrew Gilbert-Scott    | Royaume-Uni | Lola-Mugen    | Stellar           | 45               |
| 3e         | Ross Cheever            | États-Unis  | Reynard-Mugen | Team LeMans       | 33               |
| 4e         | Takuya Kurosawa         | Japon       | Lola-Mugen    | Team Cerumo       | 32 (33)          |
| 5e         | Naoki Hattori           | Japon       | Reynard-Mugen | Team LeMans       | 27               |
| 6e         | Mauro Martini           | Italie      | Lola-Mugen    | Team Nova         | 27               |
| 7e         | Mika Salo               | Finlande    | Lola-Cosworth | Team 5Zigen       | 6                |
| 8e         | Kazuyoshi Hoshino       | Japon       | Lola-Mugen    | Team Impul        | 6                |
| 9e         | Tom Kristensen          | Danemark    | Reynard-Mugen | Navi Connection   | 5                |
| 10e        | Kunimitsu Takahashi     | Japon       | Lola-Mugen    | Advan Sport       | 4                |
| 11e        | Michael Krumm           | Allemagne   | Dome-Mugen    | Dome              | 3                |
| 12e        | Katsutomo Kaneishi (en) | Japon       | Lola-Cosworth | Racing Heroes     | 3                |
| 13e        | Masahiko Kageyama       | Japon       | Reynard-Mugen | Nakajima Racing   | 2                |
| 13e        | Thomas Danielsson (en)  | Suède       | Lola-Judd     | Team 5Zigen       | 2                |
| 15e        | Jeff Krosnoff           | États-Unis  | Lola-Cosworth | Giza Racing       | 1                |
| 16e        | Toshio Suzuki           | Japon       | Lola-Cosworth | Mirai Corporation | 1                |